# Jakobinskatgök
Jakobinskatgök (Clamator jacobinus) är en fågel i familjen gökar inom ordningen gökfåglar med en för fåglar ovanlig utbredning i både södra Asien och Afrika.

## Utseende och läten
Jakobinskatgöken är en medelstor (33 cm), svart och vit gök med en tydlig tofs i nacken. Ovansidan är svart med vit vingfläck och vit spets på stjärten, medan undersidan är vit. I flykten är de vita teckningarna på vingarna och den långa, kilformade stjärten karakteristisk. Ungfågeln är sotbrun ovan och gulaktig under.
I Afrika uppvisar underarterna serratus och pica två varianter, förutom den svartvita även en svart med endast vitt på vingen. I Centralafrika har en helt rostfärgad variant också noterats.
Lätet är ett genomträngande och metalliskt "piu... piu... pee-pee piu, pee-pee piu".

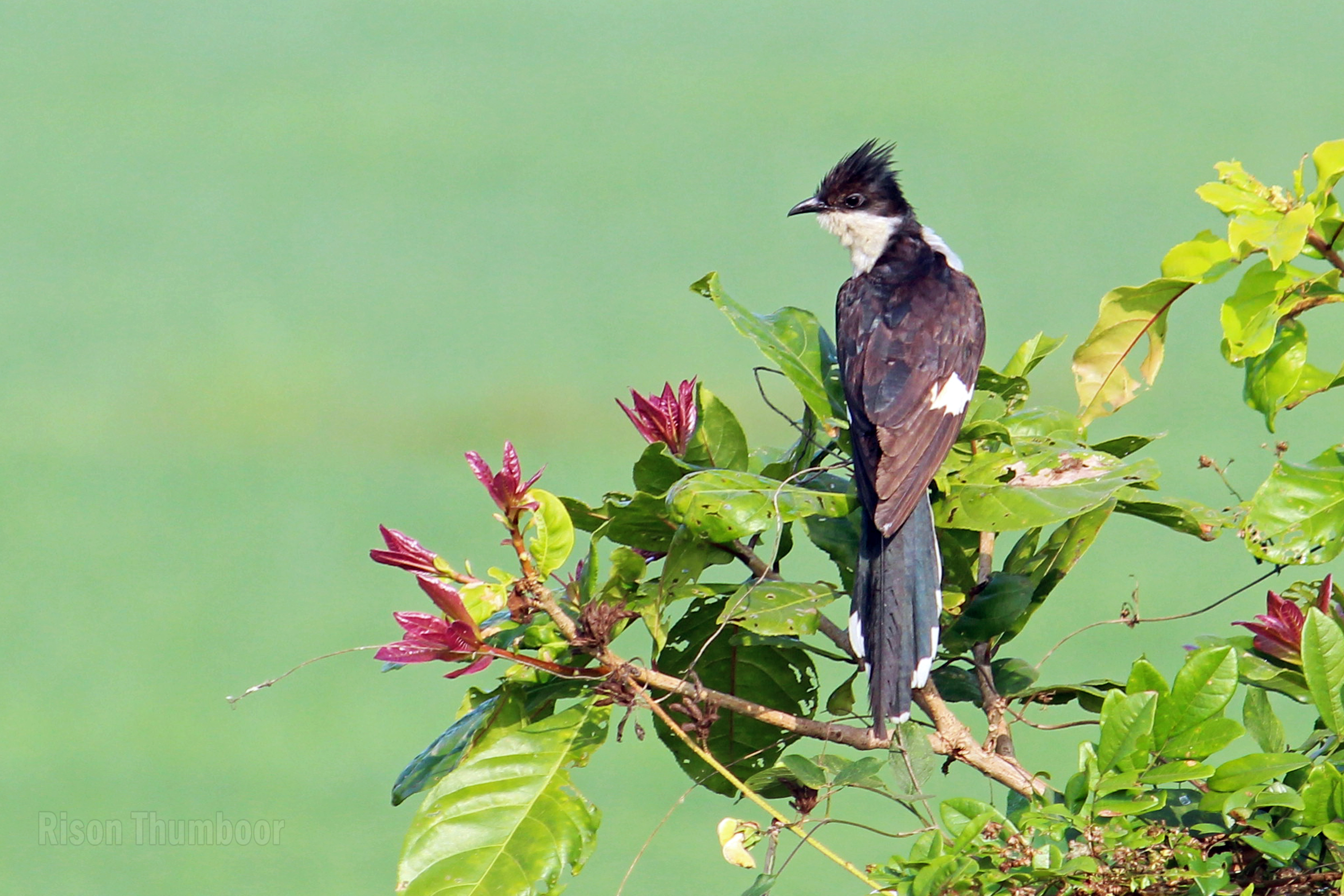

## Utbredning och systematik
Jakobinskatgök är en av få arter som förekommer både i Indien och i Afrika söder om Sahara. Den delas in i tre underarter med följande utbredning:
- Clamator jacobinus pica – Afrika söder om Sahara samt nordvästra Indien till Nepal och Myanmar
- Clamator jacobinus serratus – Sydafrika
- Clamator jacobinus jacobinus – södra Indien och på Sri Lanka

Arten häckar även i västra Jemen och möjligen sydvästra Saudiarabien, antingen underarten pica eller ett obeskrivet taxon. Under flyttningen passerar den även Oman. Ett märkligt fynd finns från Finland, 11 september 1976, men hittills har det betraktats som icke-spontant..

## Levnadssätt
Jakobinskatgöken förekommer huvudsakligen i torrt busklandskap eller öppen skogsmark och undviker både tät skog och de allra torraste miljöerna. Den lever av insekter, framför allt fjärilslarver som den plockar på eller nära marken, men även frukt.

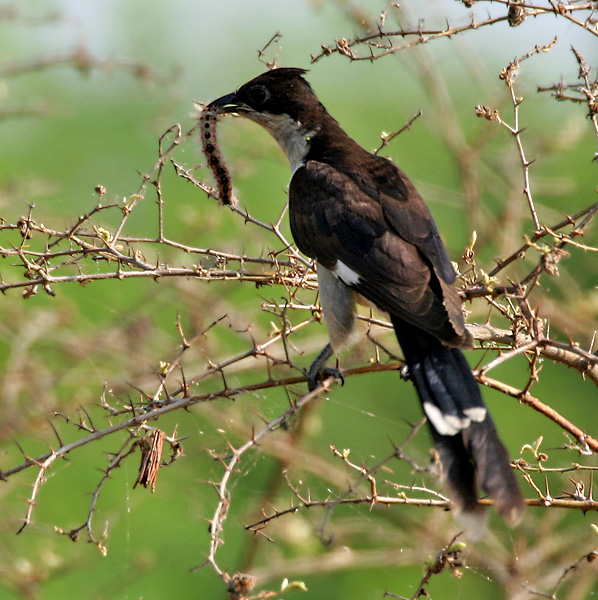
Jakobinskatgök med fjärilslarv i näbben.

### Häckning
Jakobinskatgöken är liksom många andra gökar en boparasit som lägger sina ägg i andra fåglars bon. I Indien väljer den framför allt skriktrastar som orientskriktrast eller indisk skriktrast, men även rödgumpad bulbyl. I Afrika är noterade värdar bulbylerna trädgårdsbulbyl och kapbulbyl, skriktrastarna saharaskriktrast och rostskriktrast, men även fiskaltörnskata, afrikansk paradismonark, buskgrönbulbyl, klykstjärtad drongo, och några andra arter.
Den lägger äggen snabbt på morgonen, ofta medan fågeln sitter på bokanten och över värdfågelns ägg, vilket resulterar att de ibland knäcks. I Afrika distraherar hanen värdfågeln medan honan lägger. Olikt flera andra gökar kastar gökungen inte ut värdparets ägg. Den kan lägga flera ägg i varje bo och vid ett antal tillfällen har två flygga ungar noterats. Skriktrastar häckar generellt kooperativt genom att andra individer utöver föräldrarna hjälper till och en unge jakobinskatgök har observerats bli matad av hela fyra indiska skriktrastar.

## Status och hot
Arten har ett stort utbredningsområde och en stor population med stabil utveckling och tros inte vara utsatt för något substantiellt hot. Utifrån dessa kriterier kategoriserar internationella naturvårdsunionen IUCN arten som livskraftig (LC). Världspopulationen har inte uppskattats men den beskrivs som generellt vanlig, eller åtminstone inte ovanlig.

## I kulturen
I Indien anses jakobinskatgökens ankomst varsla om den annalkande monsunen. Den har associerats med en fågel i hinduisk mytologi och poesi känd som chataka (Sanskrit: चातक), beskriven som en fågel med en näbb ovanpå huvudet som väntar på regn för att släcka törsten. Poeten Kalidasa använde det i sitt verk "Meghadoota" som en metafor för djup längtan och denna tradition fortlevde i kommande litterära verk. Satya Churn Law noterade dock att i Bengalen associeras chataka i Sanskrit snarare med parkiora som i fångenskap endast ska dricka vatten från dagg, vilket föreslås vara grunden till idén om fågeln som bara drack regndroppar. För att komplicera det ännu mer har det anmärkts att på bengaliska kan chatak också syfta på sånglärkor.

## Namn
Fågelns svenska och vetenskapliga namn syftar på munkar av Dominikanerorden, i Frankrike kallade jakobiner eftersom klostret i Paris var kopplat till S:t Jakobs kyrka, idag försvunnen. Dessa hade likt fågeln svarta och vita kläder.